# Ṱ
Das Ṱ (kleingeschrieben ṱ) ist ein Buchstabe des lateinischen Schriftsystems. Er besteht aus einem T mit untergesetztem Zirkumflex.
In Tshivenda wird der Buchstabe für den stimmlosen dentalen Plosiv verwendet. Der untergesetzte Zirkumflex deutet hier auf die dentale Aussprache hin, analog zu anderen Buchstaben wie Ṋ oder Ḓ.
Das Ṱ wird außerdem zur Verschriftlichung der proto-semitischen Sprache verwendet. Dort steht der Buchstabe für einen emphatischen dentalen Frikativ.

## Darstellung auf dem Computer
Unicode enthält das Ṱ an den Codepunkten U+1E70 (Großbuchstabe) und U+1E71 (Kleinbuchstabe).